# Port Lockroy
Port Lockroy fut une base des forces armées britanniques, la « base A » et une ancienne station scientifique britannique en Antarctique, située sur la côte ouest de la terre de Graham (péninsule Antarctique).
Port Lockroy se situe sur la petite île Goudier (moins de 1 km de long et de large), entre Flag Point et Lécuyer Point, à l'ouest de la côte de l'île Wiencke, dans l'archipel Palmer. Découverte lors des deux expéditions de Jean-Baptiste Charcot en 1903 et en 1905, l'île porte le nom du chef mécanicien du Français tandis que le port est baptisé en l'honneur d'Édouard Lockroy (1838-1913), homme politique français et, notamment, ministre de la marine ardent défenseur de la politique navale française.
Aujourd'hui, Port Lockroy est un site historique (Historic Site and Monument No. 61 à la suite du traité de l'Antarctique) ouvert au public, composé d'un musée, d'une poste, d'un magasin de souvenirs. Durant l'été austral, il est gardé par une équipe de trois à quatre personnes qui a pour objectif d'accueillir les touristes et d'observer la colonie de manchots papous.

## Histoire
Après sa découverte par Jean-Baptiste Charcot, le site de Port Lockroy servit de base de repli et de travail pour les baleiniers principalement ceux de la station de chasse à la baleine norvégienne-chilienne de l'île de la Déception En effet sa situation et sa configuration géographiques protègent les navires des vents violents du nord-est. Le mouillage y est favorable. Le terrain est dégagé de toute glace et la présence d'une colonie de manchots papous servait de réserve de nourriture. Aujourd'hui des vestiges de cette activité sont toujours visibles.
La « base A » a été construite en février 1944, à la suite de la décision du gouvernement britannique de lancer l'opération secrète, appelée opération Tabarin. La « base A » était destinée à collecter des informations sur les activités ennemies et sur les conditions météorologiques.
Les huit hommes du groupe de la saison hivernale étaient sous le commandement du lieutenant-commandant James Marr, l'un des deux jeunes scouts de l'expédition de 1921 de Sir Ernest Shackleton.
Après la Seconde Guerre mondiale, la base se destine à l'instance civile : la Falkland Islands Dependencies Survey (FIDS), qui devient par la suite la British Antarctic Survey (BAS), prendra la gestion du site.
À partir de 1948, la station joue un rôle important dans la recherche sur la ionosphère. Elle sera un site essentiel d'observation durant l'année géophysique internationale de 1957-1958, mais en janvier 1962, pour des raisons d'économie et par l'ouverture d'autres bases scientifiques, Port Lockroy est fermé et laissé à l'abandon.
La base sera restaurée par la British Antarctic Survey (BAS) en 1996. Elle est, depuis, ouverte au public durant les étés austraux.
En 2006, la gestion du site est confiée à l'UK Antarctic Heritage Trust avec l'aide de l'UK Natural Environment Research Council (NERC) et supervisée par le Foreign and Commonwealth Office.
La conservation du site est possible grâce au chiffre d'affaires de la vente de produits souvenirs destinés aux touristes (peluches, textiles, cartes géographiques et postales, gadgets…) et grâce à des dons.

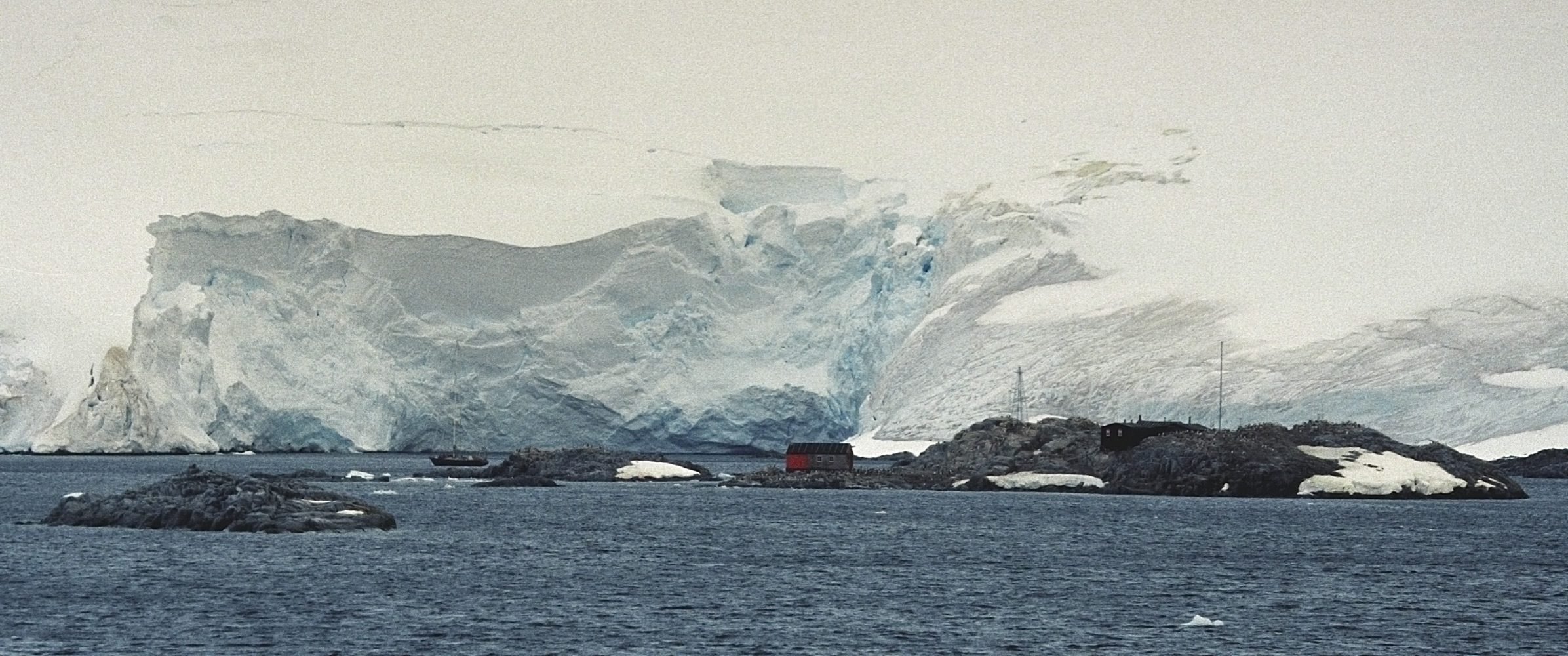
L'île Goudier et sa station Port Lockroy.
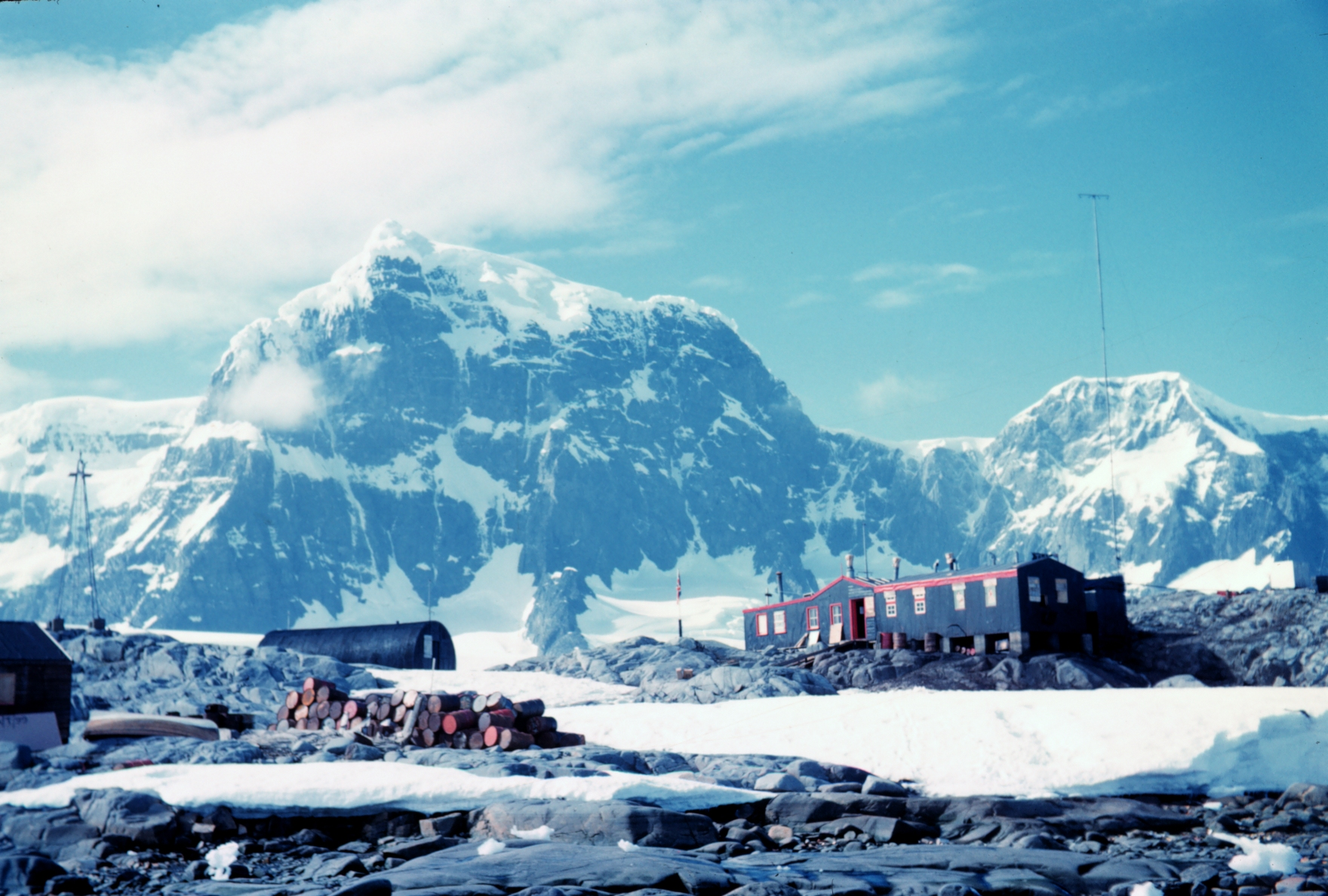
La station scientifique Port Lockroy en 1962.
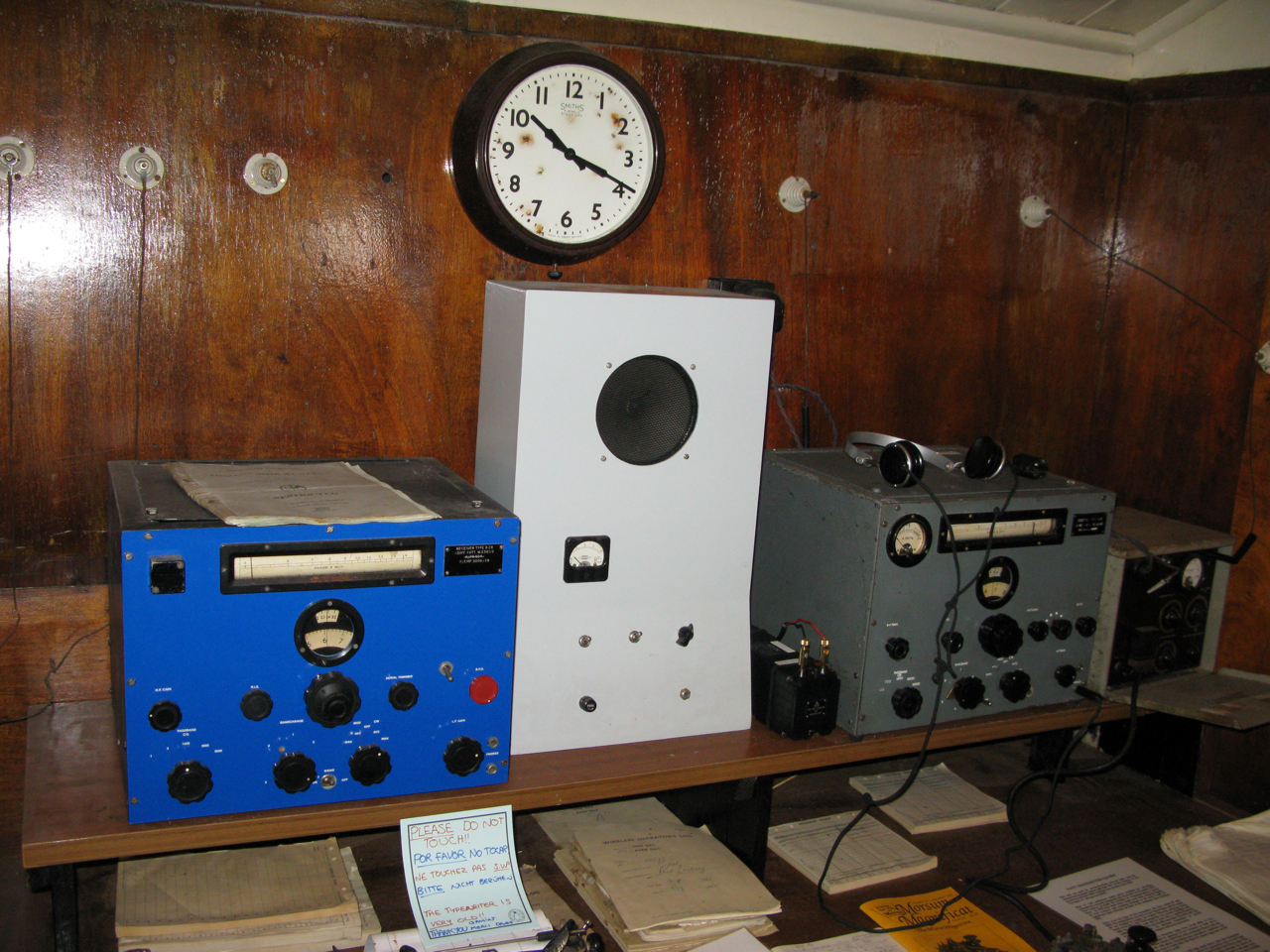
L'ancienne salle de télécommunications.
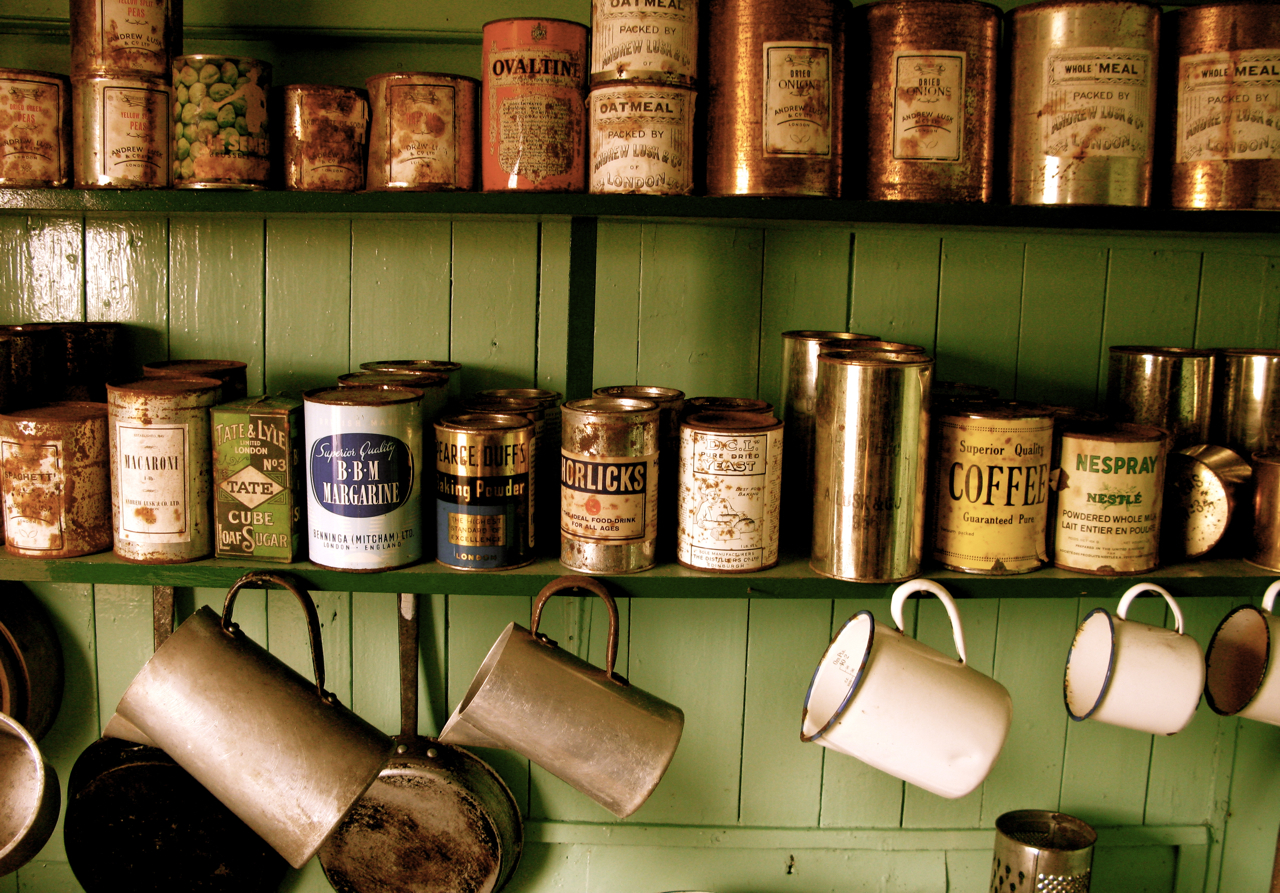
Collection de boites anciennes toujours pleines, à Port Lockroy en 2010.
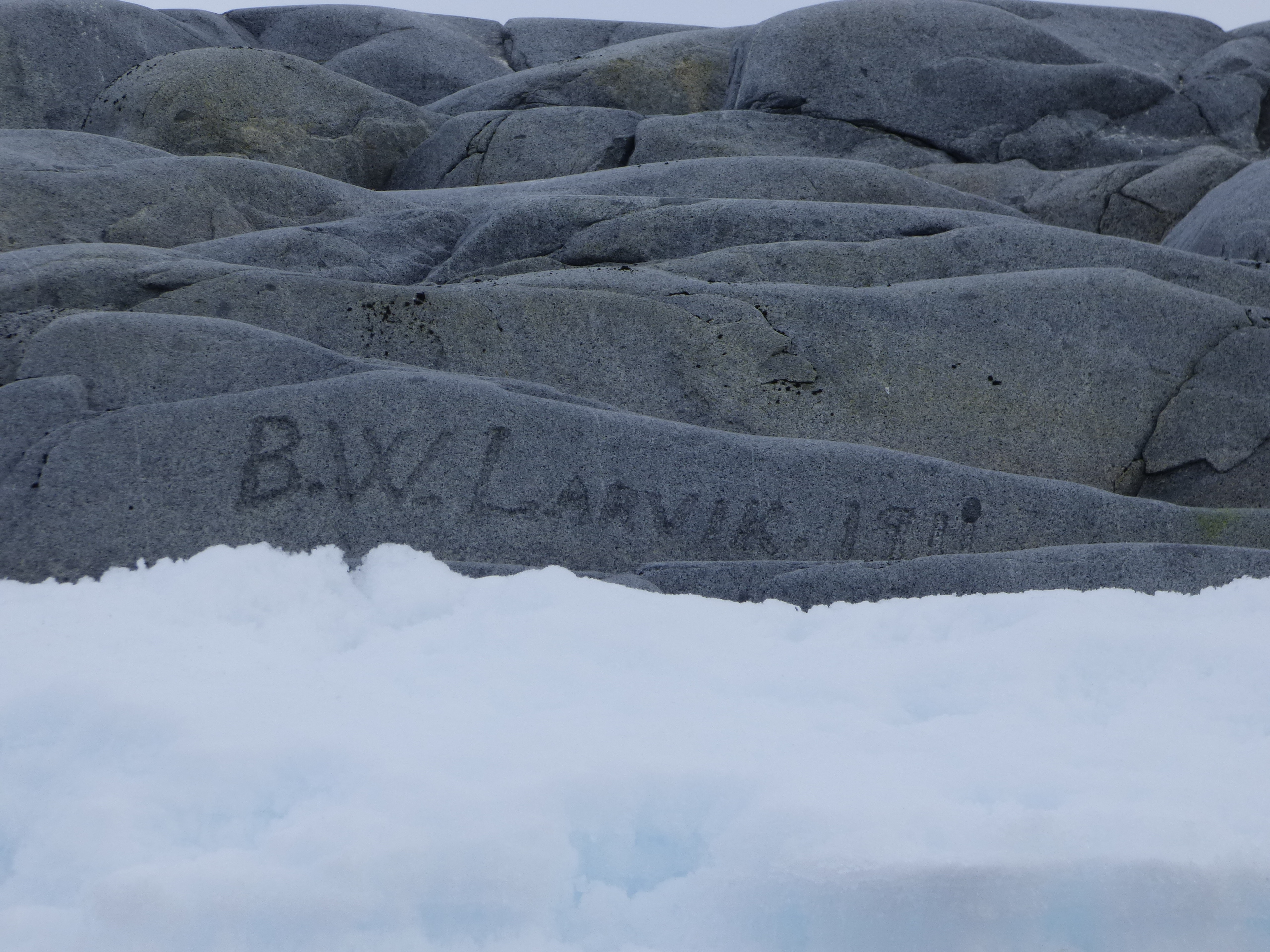
Inscription gravée par un baleinier en 1911.
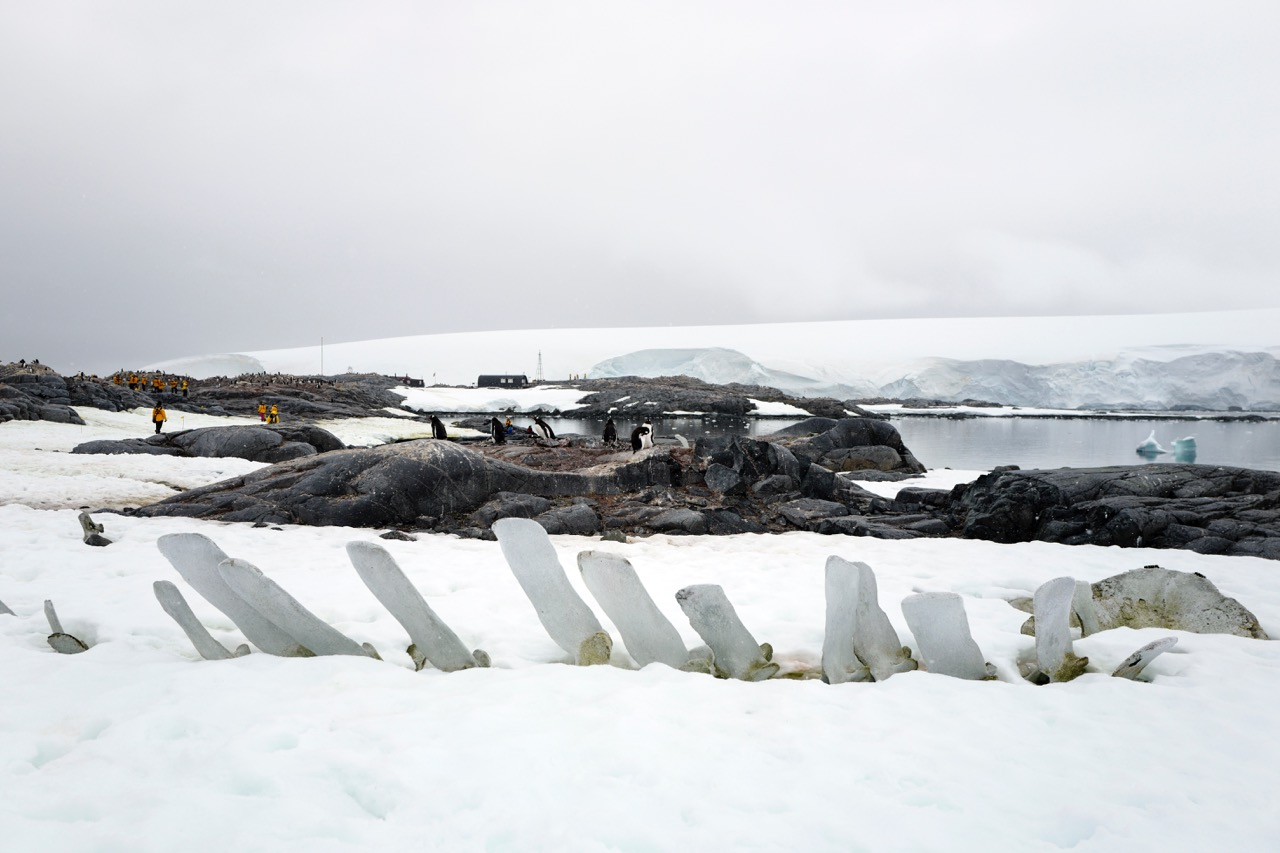
Ossements vestiges de la chasse à la baleine.

## Tourisme

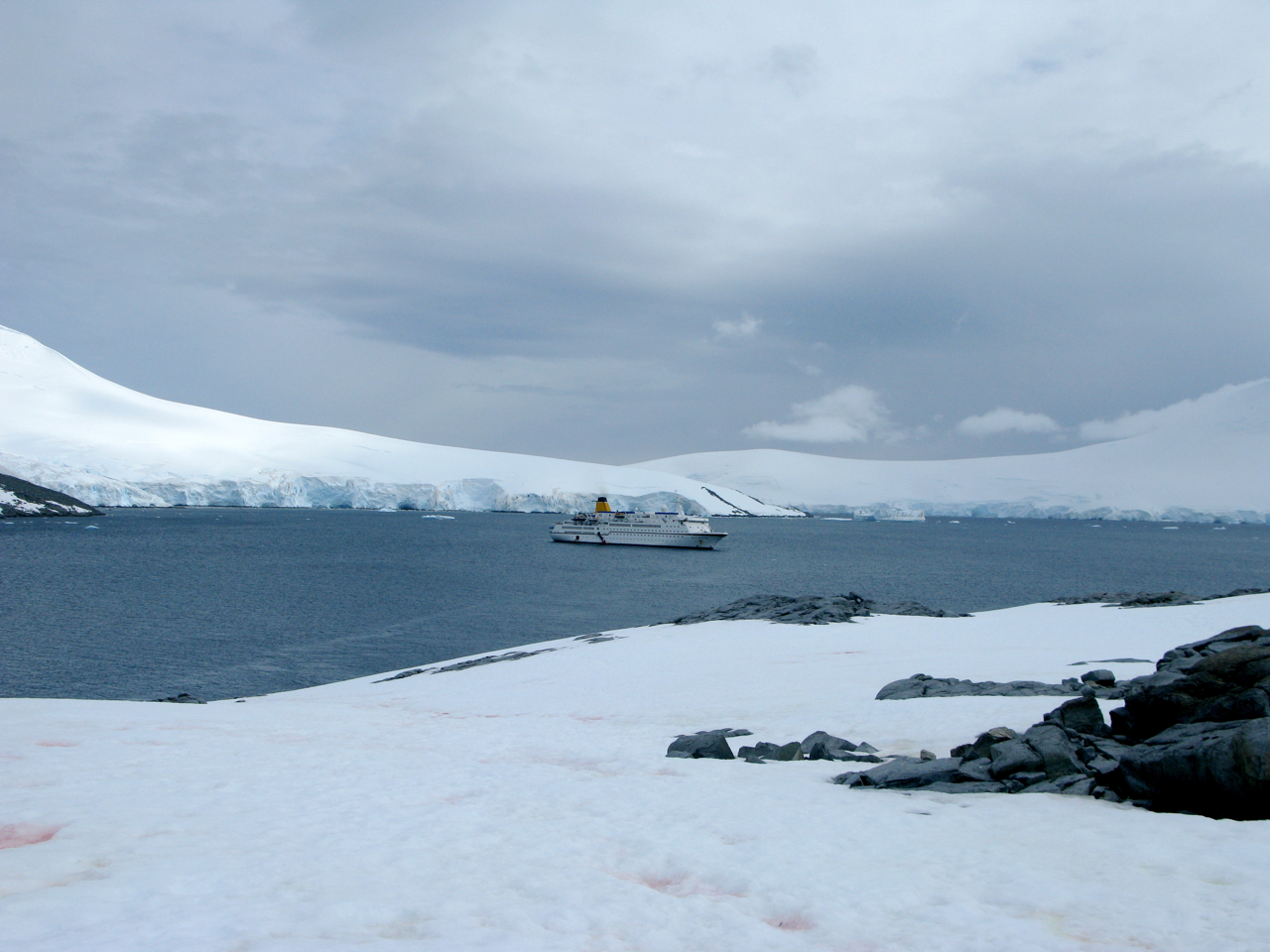
Un paquebot polaire au mouillage devant l'île Goudier.

Port Lockroy est l'un des sites de la péninsule Antarctique les plus visités par les touristes. Durant l'été austral 2007-2008, le site Goudier Island a reçu 18 553 visiteurs. Ce lieu arrive en sixième position après le chenal Neumayer, premier site le plus visité, avec 26 998 visiteurs, ou le chenal Lemaire avec 26 723 visiteurs. Cela s'explique par son accès maritime ouvert aux chenaux et dégagé des glaces, par l'attrait historique du musée et du site de chasse à la baleine avec les restes de nombreux ossements de baleines, par le service postal, par la boutique de souvenirs et par notamment la présence d'une grande colonie de manchots papous.

## Service postal

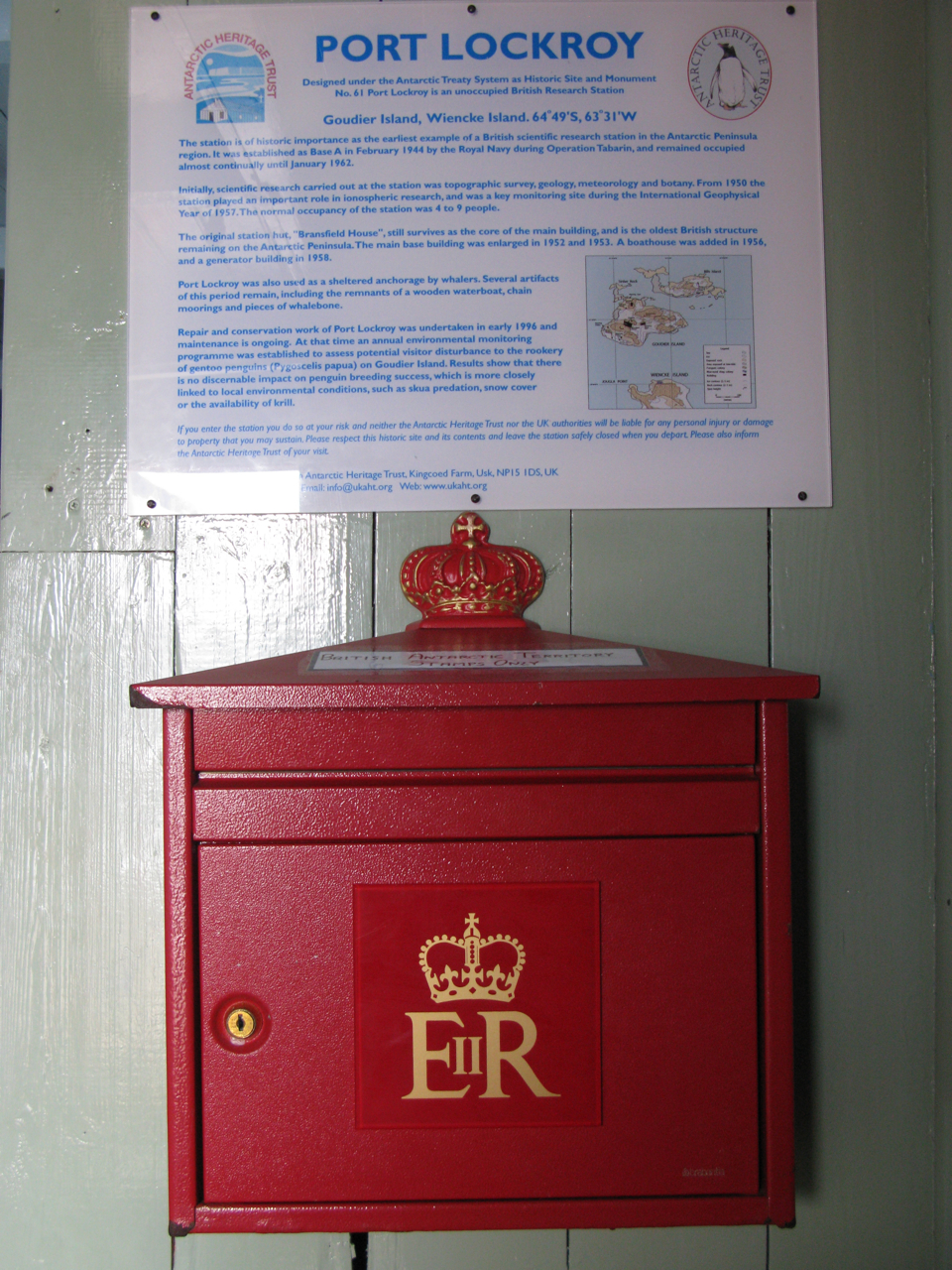
La boîte aux lettres.

Le site est connu pour sa poste. En effet, il est possible d'envoyer une lettre ou une carte à partir de Port Lockroy. Ce service dépend de la poste anglaise (Royal Mail). Il y est envoyé jusqu'à 70 000 cartes postales par été austral dans près de 100 pays. Les timbres sont vendus et oblitérés sur place. La durée de réception varie entre deux et six semaines. Le courrier est acheminé par les bateaux techniques ou de croisières jusqu'à Ushuaïa (Argentine), Port Stanley (Îles Malouines) ou Punta Arenas (Chili) puis par avion par les services postaux internationaux classiques.